# 1549
| 1549               |
| ------------------ |
| Dødsfald - Fødsler |
|                    |

| Gregoriansk kalender | 1549 MDXLIX             |
| Ab urbe condita      | 2302                    |
| Armensk kalender     | 998 ԹՎ ՋՂԸ              |
| Kinesiske kalender   | 4245 – 4246 戊申 – 己酉 |
| Etiopisk kalender    | 1541 – 1542             |
| Jødisk kalender      | 5309 – 5310             |
| Hindukalendere       |                         |
| - Vikram Samvat      | 1604 – 1605             |
| - Shaka Samvat       | 1471 – 1472             |
| - Kali Yuga          | 4650 – 4651             |
| Iransk kalender      | 927 – 928               |
| Islamisk kalender    | 956 – 957               |

Konge i Danmark: Christian 3. 1534-1559
Se også 1549 (tal)

## Begivenheder
- Den fængslede Christian II overføres fra Sønderborg til Kalundborg Slot, hvor han får langt friere forhold end tidligere.

## Dødsfald
- Aelbrecht Bouts, nederlandsk maler